# アルピナ・D4ビターボ

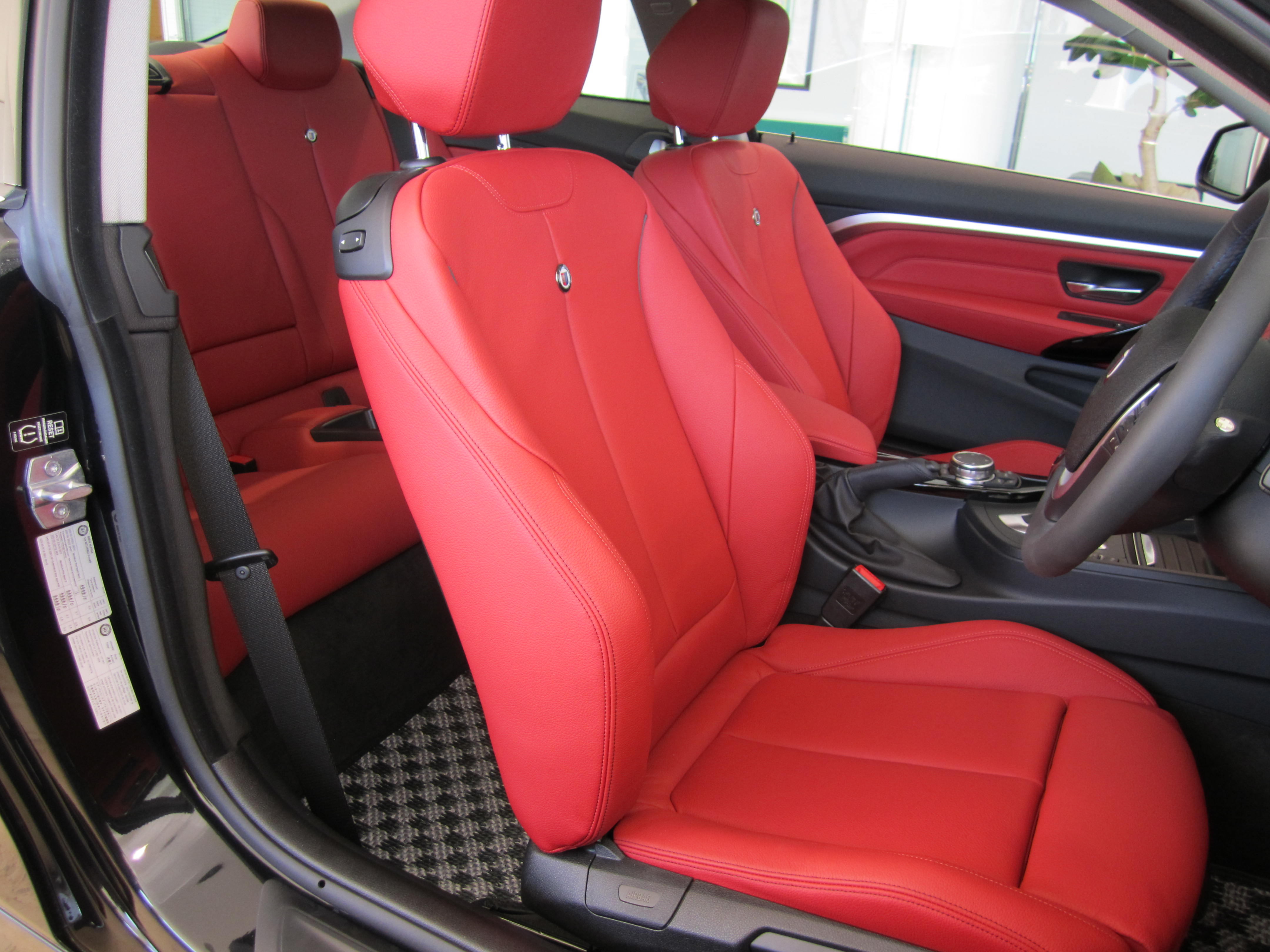
ALPINA D4　シート

D4ビターボ(D4 BITURBO)は、ドイツの自動車メーカーアルピナ（Alpina Burkard Bovensiepen GmbH&Co ）が2014年11月より発売したクーペタイプの高級車である。

## 概要
D4はBMW・4シリーズをベースとして作成したオリジナルの車である。サイズはアルピナモデルでは一番コンパクトなモデルである。ボディそのものは4シリーズと共通であり、BMWのエンブレムも付くが、パワートレインは別設計され、大きく「ALPINA」の文字が書かれたエアロパーツやボディ側面のデコライン、特徴的な19インチのホイールが4シリーズとは別物であることを示している。現時点で量産している2ドアクーペのディーゼルエンジン車としては、世界最速である。
ボディーカラーはアルピナブルー、アルピナグリーンの他、4シリーズの色すべての色、他シリーズ、廃盤カラーも選べる場合がある（標準ソリッドカラー以外オプション）。内装には標準装備のウッドとしてアルピナ専用ウッド“elm”が使われているが、オプションでピアノブラックやカーボン調、ボディ同色なども選ぶことができる。標準はダコタレザーシート（5色9種類）。オプションではメリノレザー（5色）、アルピナレザー（ラヴァリナレザー）（15色）の計3種類から選択することができる。また、シートにひし形マークや、アルピナロゴを入れることもできる。19インチの大径ホイールを標準装備（ALPINA CLASSIC Styling III)F8J R9J（20インチはオプション）タイヤはMICHELIN Pilot Sport PS2 F245/35ZR19(93Y)XL R265/35/ZR19(98Y)XL。0-100km/h4.6秒、0-200km/h17.9秒、最高巡航速度（メーカー公表値）278km/hを誇る。D4は日本仕様では標準で右ハンドルとなり左ハンドルは存在しない。

## ベースモデルとの違い（F32）
エンジン
- ベースとなるエンジンブロックはBMWのN57エンジンの物を流用している。
- 燃料噴射圧力　2,000bar。
- シーケンシャルツインターボ（ギャレット製）過給圧2.3bar
- セカンダリータービンはVGTを採用
- DME、DSC、DTCは基本的に別プログラムである。

ステアリング
- バリアブルスポーツステアリングは別プログラム。

足回り
- アイバッハ製サスペンション
- BMW製ショックアブソーバー（プログラムは専用）

トランスミッション
- ZF製8HP70　8速スイッチトロニックミッション
- トルクコンバータはアルピナ製。プログラムも専用のものを使っている。

ブレーキ
- メーカー：ブレンボ製
- フロント　対向4ポットキャリパー　ローター径370×30
- リア　　　対向2ポットキャリパー　ローター径345×24

マフラー
- アクラポビッチ製マフラーを装着する。

エアロパーツ
- 専用フロント&リアスポイラーがつく
- 効果としては180km/h時、60%リフトを押さえ0リフトを維持する。